# التهاب جيوب سني المنشأ
التهاب الجيوب سني المنشأ نوع من التهاب الجيوب، ينجم بشكل خاص عن التهابات الأسنان أو الجراحات السنية. تشكل هذه الحالة نحو 10-12% من جميع حالات التهاب الجيوب المزمن، وتؤثر بشكل أساسي على الجيب الفكي العلوي، والذي يقع بالقرب من الأسنان العلوية.

## المسببات
يعتبر التهاب الجيوب سني المنشأ نوعًا ثانويًا من التهاب الجيوب، إذ أن العدوى لا تبدأ في الجيوب الأنفية. ترتبط مسببات التهاب الجيوب سني المنشأ بشكل أساسي بالتهابات الأسنان أو الجراحات السنية. تشير الدراسات الأولية إلى أن التهاب الجيوب سني المنشأ له آليات بيولوجية مختلفة عن التهاب الأنف والجيوب الحاد أو المزمن. قد تؤدي الحالات السنية مثل أمراض اللثة أو الخراجات حول الذروة أو تسوس الأسنان إلى التهاب الجيوب سني المنشأ. بالمثل، قد تسبب الإجراءات السنية مثل قلع الأسنان أو زرع الأسنان أو علاجات القناة الجذرية هذه الحالة أيضًا، خاصةً إذا كانت تشمل أسنان الفك العلوي الخلفية. حددت الدراسات الميكروبيولوجية أيضًا أن البكتيريا اللاهوائية تشارك بشكل متكرر في حالات التهاب الجيوب سني المنشأ أكثر من حالات التهاب الأنف والجيوب الحاد أو المزمن الكلاسيكية.

## العرض السريري
قد يعاني المصابون بالتهاب الجيوب سني المنشأ من أعراض مشابهة لأعراض الأشكال الأخرى من التهاب الجيوب، مثل احتقان الأنف وإفرازات أنفية قيحية وألم أو ضغط في الوجه وضعف حاسة الشم. مع ذلك، قد يشير وجود ألم في الأسنان أو رائحة كريهة أو تاريخ حديث من الإجراءات السنية إلى منشأ سني. غالبًا ما تكون الحالة أحادية الجانب إذ تؤثر فقط على الجانب الذي توجد فيه المشكلة السنية، رغم إمكانية انتشار العدوى تدريجيًا من الجيب الفكي العلوي إلى الجيوب الأخرى والجانب المعاكس.

## التشخيص
غالبًا ما يكون تشخيص التهاب الجيوب سني المنشأ أمرًا صعبًا ويتطلب نهجًا متعدد التخصصات يشمل أطباء الأنف والأذن والحنجرة وأخصائيي طب الأسنان. يلعب كل من الفحص السريري وتاريخ المريض دورًا حاسمًا. يمكن أن يساعد الفحص الإشعاعي، بما في ذلك الصور الشعاعية البانورامية للأسنان والتصوير المقطعي المحوسب والتصوير المقطعي المحوسب بالأشعة المخروطية، في تصوير العلاقة بين الجيوب الفكية العلوية والبنى السنية، وتشخيص أمراض الأسنان، وتقييم درجة إصابة الجيوب.

## العلاج
يشمل علاج التهاب الجيوب سني المنشأ معالجة الحالة السنية الكامنة وتدبير التهاب الجيوب. قد يشمل ذلك إجراءات سنية مثل علاج قناة الجذر أو قلع الأسنان أو علاج اللثة. يمكن استخدام المضادات الحيوية والكورتيكوستيرويدات الأنفية وغسل الأنف للسيطرة على الأعراض، رغم أن دورها في العلاج النهائي ما يزال غير واضح. في بعض الحالات، قد تكون هناك حاجة لجراحة الجيوب الأنفية بالمنظار، خاصةً إذا فشل التدبير الطبي أو إذا حدثت مضاعفات في العين أو البنى الأخرى داخل القحف.

## المآل
مع العلاج المناسب، يكون مآل التهاب الجيوب سني المنشأ جيدًا بشكل عام. مع ذلك، إذا تركت الحالة دون علاج أو لم يتم التدبير بشكل صحيح، قد تحدث مضاعفات. تشمل هذه المضاعفات امتداد العدوى إلى الجيوب الأخرى أو الحجاج أو البنى داخل القحف وقد يصبح المريض معرضًا لترقي الأعراض التي قد تؤثر بشكل كبير على نوعية الحياة.

## علم الأوبئة
يقدر أن التهاب الجيوب سني المنشأ يمثل 10-12% من جميع حالات التهاب الجيوب المزمن. قد يحدث في أي عمر ولكنه أكثر شيوعًا عند البالغين بسبب ارتفاع معدل انتشار أمراض اللثة والإجراءات السنية. لا يوجد ميل واضح تجاه أحد الجنسين أكثر من الآخر لهذه الحالة.

## اتجاهات البحث
تركز الأبحاث الحالية حول التهاب الجيوب سني المنشأ على تحسين طرق التشخيص وفهم الآليات الميكروبيولوجية للحالة وتحسين استراتيجيات العلاج. بالإضافة إلى ذلك، يتم استكشاف دور التقنيات الجديدة مثل التي تعتمد على الذكاء الاصطناعي في تدبير مثل هذه الحالات.